# 패트릭 크리아도
패트릭 크리아도 데 라 푸에르타(스페인어: Patrick Criado de la Puerta, 1995년 9월 23일 ~ )는 스페인 배우이다. 그는 텔레비전 시리즈 아길라 로자의 역할로 유명해졌다.

## 어린 시절
1995년 9월 23일 마드리드에서 태어났다. 그는 엘리파 근처에서 자랐다.

## 출연

### 영화
- 2007년 : 장미 13송이 (Las 13 rosas) - 시몬
- 2013년 : 패밀리 유나이티드 (La gran familia española) - 에프라인
- 2014년 : 그들은 모두 죽었다 (Todos están muertos) - 승리자
- 2014년 : 부적합자 클럽 (El club de los incomprendidos) - 세자르
- 2016년 : 1898, 필리핀의 마지막 사람들 (1898, Los últimos de Filipinas) - 일병 후안

### TV
- 2006년 : 두 발 뒤꿈치로 (Con dos tacones) - 루카스
- 2009년-2016년 : 아길라 로자 (Águila Roja) - 누뇨 데 산티야나
- 2015년-2016년 : 패트릭 생성 (Mar de plástico) - 페르난도 루에다
- 2016년 : 가인의 아버지 (El padre de Caín) - 다른